# Kazaška stepa
Kazaška stepa (kazaško Qazaq dalasy, Қазақ даласы tudi Uly dala, даly dala 'Velika stepa'), imenovana tudi velika Dala, ekoregija, palearktičnih zmernih travišč, savanskih in grmičastih biomov, je široko območje odprtih travišč v severnem Kazahstanu in sosednjih delih Rusije, ki se razprostira na vzhodu Pontske stepe in na zahodu stepe doline Emin, s katero je del Evrazijske stepe. Pred sredino 19. stoletja so jo imenovali Kirgiška stepa, 'Kirgiz' je bilo staro ime za Kazahe.

## Lega
Stepa se razprostira na več kot 2200 km od območja vzhodno od Kaspijske depresije in severno od Aralskega jezera vse do Altajskega gorovja. To je največje območje suhe stepe na zemlji, ki obsega približno 804.450 kvadratnih kilometrov. Kazaška stepa leži na južnem koncu Uralskega gorovja, tradicionalne ločnice med Evropo in Azijo. Velik del stepe se šteje za polpuščavo, ki se spremeni v puščavo, ko gremo bolj proti jugu. Turansko nižavje leži na jugozahodnem delu stepe, vendar višina narašča, ko potujemo proti vzhodu ali severnim delom stepe, z nekaj izjemami.
Pontska stepa leži zahodno in severozahodno. Severno in severovzhodno od Kazaške stepe leži Kazaška gozdna stepa, ekoregija borovih gozdov, prepletena s travinjem, ki tvori prehod med Kazaško stepo in gozdom Sibirije. Južno ležijo ekoregije Kazaška polpuščava in Kazaško višavje. Masiv Kokčetav na severu osrednjega Kazahstana obdaja enklavo Kazaškega višavja, ločeno od Kazaške stepe, ki jo obdaja na nižjih višinah.

## Podnebje
V regiji je polsušno, celinsko podnebje, večina območja pa spada pod klasifikacijo "BSk" v  sistemu Köppenove klasifikacije. Stepa v povprečnem letu prejme od 200 do 400 mm padavin, več jih pade v severnih predelih. Povprečne julijske temperature se gibljejo med 20 º C in 26 º C, januarja pa od -12 º C do -18 º C. Ravnice občasno preplavijo ravnice zelo močni vetrovi.

## Rastlinstvo
Zaradi malo padavin ima stepa malo dreves in je sestavljena večinoma iz travinja in velikih, peščenih površin. Tipična vegetacija je trava bodalica (Stipa), pelin (Artemisia (rod)) in bilnica (Festuca).

## Živalstvo
Živali, ki jih lahko najdemo v Kazaški stepi, so sajga (Saiga tatarica), sibirska srna (Capreolus pygargus), volk, navadna lisica, jazbec, Mongolska puščavska podgana in ruska želva (Agrionemys horsfieldii).

## Ljudje
Zahodni del Kazaške stepe je zelo redko poseljen, dva do trije ljudje na kvadratni kilometer. Ko se usmerimo vzhodno čez ravnice, se gostota prebivalstva poveča na od štiri do sedem ljudi na kvadratni kilometer. Kazahi predstavljajo večino ljudi, ki živijo na tem območju. Rusija je  najela približno 7360 kvadratnih kilometrov v južni stepi za najstarejšo vesoljsko izstrelišče na svetu, Kozmodrom Bajkonur.

## V popularni kulturi
Film Tulpan je bil posnet in postavljen v Kazaški stepi. Kazahstanski film iz leta 2008. Režiral ga je Sergej Dvorcevoj, distribucija Zeitgeist Films. Tulpan je bil leta 2009 nagrajen v kategoriji tujejezičnih nagrad. Na 2nd Asia Pacific Screen Awards je dobil nagrado za najboljši film.